# 奧西耶克-巴拉尼亞縣
奧西耶克-巴拉尼亞縣，是克羅地亞的一個縣，位於該國東北部。北鄰匈牙利，南為塞爾維亞。面積4,155平方公里，人口330,506（2001年）。首府奧西耶克。是巴兰尼亚地区的一部分。
下分七市、三十五鎮。縣議會有51席。